# Erythrodiplax nigricans
Erythrodiplax nigricans ist eine schlanke Libellenart aus der Unterfamilie Sympetrinae. Sie kommt im südlichen Teil Südamerikas vor.

## Merkmale

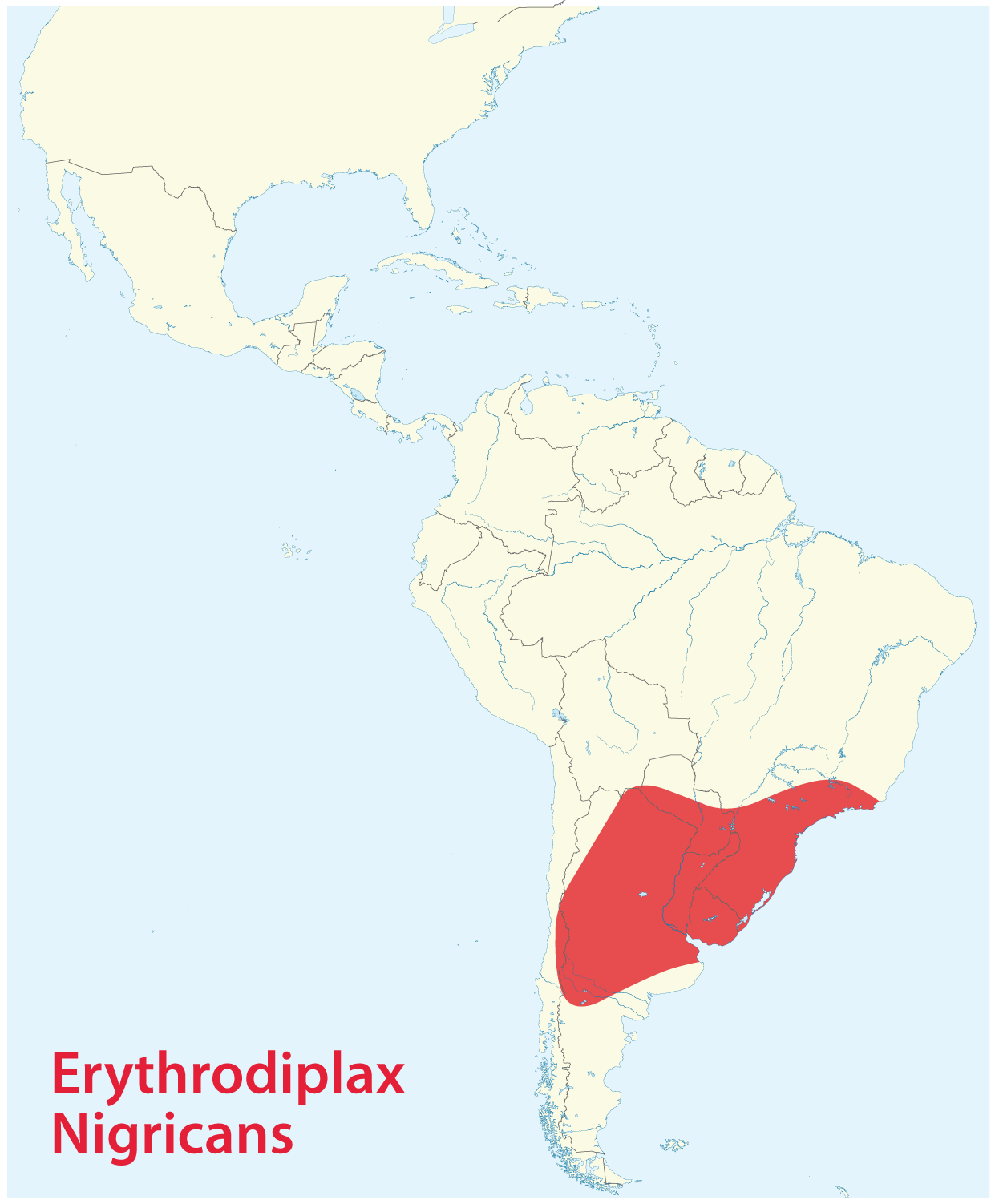
Verbreitungskarte der Erythrodiplax nigricans nach

Erythrodiplax nigricans besitzt einen schlanken Hinterleib. Während die Seiten bei den Weibchen parallel verlaufen, verengt sich der Hinterleib bei den Männchen auf der Höhe des vierten und fünften Segments und verbreitert sich zur Spitze hin wieder.
Eine sichere Bestimmung der Art ist nur über die Struktur der auf dem zweiten Hinterleibssegment angeordneten Genitalien möglich. Die fast aufrecht stehenden Hamuli knicken abrupt nach hinten ab und sind etwas höher als der Genitallappen. Dabei ist der äußere Teil etwas länger als der innere, gerade Teil. An der Spitze biegt sich der innere Teil ebenfalls abrupt nach oben in Richtung des äußeren Teils. Dabei verdeckt der Genitallappen den hinteren Bereich und ist besonders an der Spitze verengt. Die Penisstruktur ähnelt im erigierten Zustand jener der Basalis-Gruppe andernfalls jener der Connata-Gruppe. Während der Penis an der Spitze recht schlank gebaut ist, ist er am Ansatz fast so breit wie lang. Seitlich finden sich kleine Lappen. Die Spitze ist breit gerundet und biegt sich etwas nach hinten. Der mittlere Fortsatz reicht üblicherweise über die Spitze der seitlichen Lappen hinaus. Er ist schlank, leicht sklerotisiert und schwellfähig. Die Hinterleibsanhänge der Männchen sind auf den weiter außen gelegenen zwei Dritteln der Bauchseite mit acht bis zehn kleinen Zähnchen besetzt. Bei den Weibchen misst die schaufelförmige vulvar lamina ungefähr die Hälfte bis zwei Drittel der Länge des neunten Segments.
Je nach Alter und Geschlecht variiert die Farbgebung stark innerhalb der Art. Junge Imagines kennzeichnen sich durch ein ausgeprägtes Muster: ihr Hinterkopf ist dunkelbraun bis bläulich mit einer bräunlichen unteren Kante. Auf der Vorderseite der Stirn herrscht bei den Männchen blau und bei den Weibchen gelb vor. Zudem verläuft auf der vorderen Kante eine grünlich gelbe Linie. Ebenfalls grünlich gelb gefärbt sind die Seiten der Stirn und die Unterlippe. Die Oberlippe hingegen ist gelblich braun. Auf der Rückseite, auf den Seiten und hinter den Augen ist der Kopf gelblich. Der leicht quadratische hintere Lappen des Prothoraxes ist gelblich braun. Vom Rücken des Thorax verläuft der oben braune Farbton seitlich ins grünliche, wobei er im hinteren Teil und zum Bauch hin ins gelbliche driftet. Die Beine sind schwarz, mit Ausnahme der gelben Außenseite des ersten Schenkelsegments und der äußersten basimesalen Teile des zweiten und dritten Schenkelsegments. Der Hinterleib ist größtenteils gelb. Auf den ersten beiden Segmenten befindet sich ein bräunlich schwarzer Kiel; auf den hinteren Segmenten verläuft entlang des dorsalen Kiels ein schmales braunes oder schwarzes Band, das sich nach hinten hin leicht aufweitet. Zusätzlich läuft seitlich knapp über dem seitlichen Kielen, jeweils ein Band, das in der hinteren Hälfte des dritten Segmentes beginnt, sich im Bereich des vierten mit siebten Segmentes jeweils zum Ende des Segments hin weitet und schließlich auf dem achten und neunten Segment gänzlich geweitet ist. Das zehnte Segment ist schwarz und besitzt auf beiden Seiten einen länglichen Fleck. Die Hinterleibsanhänge sind gelb.
Mit zunehmendem Alter dunklen die Tiere von der Oberseite des Kopfes und vom Ende des Hinterleibes ausgehend nach und werden bläulich schwarz, wobei die Stirn metallisch blau bleibt. Die Hinterleibsanhänge der Männchen bleiben dabei teilweise gelblich. Zudem verbleiben üblicherweise auf dem siebten Segment gelbe oder bräunliche seitliche Flecken.
Die Hinterflügel sind durchsichtig und weisen einen braunen Flecken im Bereich des Ansatzes auf. Einige Individuen haben zudem einen weiteren Fleck direkt hinter dem Flügelmal.